# Павлюх, Иван Богданович
Иван Богданович Павлюх (укр. Іван Богданович Павлюх, род. 12 августа 1976, Коцюбинцы, Тернопольская область) — украинский футболист, защитник.

## Клубная карьера
Иван Богданович Павлюх родился 12 августа 1976 года в селе Коцюбинцы Гусятинского района Тернопольской области. Воспитанник ДЮСШ Гусятинского района. Окончил сначала Львовское училище физической культуры, а затем Львовский государственный институт физической культуры. Первыми тренерами будущего футболиста были Степан Иванович Кулий, Олег Дмитриевич Родин и Лев Рудольфович Броварский.
В сезоне 1992/93 сыграл 1 матч в составе второлигового «Газовика» (Комарно). С 1993 по 1996 год выступал в составе львовских «Карпат», которые в то время выступали в Высшей лиге. В футболке львовян дебютировал 23 апреля 1993 года в матче против луганской «Зари». В сезоне 1993/94 находился в аренде в клубах из низших лиг чемпионата Украины (ФК «Львов» — 3 поединка, «Скала» (Стрый) — 7 поединков).
С 1996 по 1999 год выступал в составе днепропетровского «Днепра» (52 поединка в чемпионате, 9 поединков в национальном кубке), а также 3 матча провёл в составе фарм-клуба главной команды, в «Днепре-2». С 1999 по 2002 год вновь выступал в львовских «Карпатах». За период пребывания в львовской команде в целом (с учётом первого и второго периодов) сыграл 125 матчей и забил 4 мяча. Кроме основной команды львовян, футболист также выступал и за её фарм-клубы — «Карпаты-2» и «Карпаты-3».
Следующие сезоны Иван провёл в составе нижнелиговых клубов «Газовика-Скалы» (Стрый) (2003—2004, 33 поединка в чемпионате и 2 кубке) и «Равы» (Рава-Русская) (2004—2006, 52 в чемпионате и 2 в кубке).
На любительском уровне Иван Павлюх продолжил выступления в клубах «Галичина» (Львов) (2007—2008 8 матчей в любительском чемпионате, 2 (1 гол) — в любительском кубке), ФК «Карьер» (с. Торчиновичи) (2011, 7 поединков) и ФК «Перемышляны» (2012, 9 матчей).

## Личная жизнь
Женат, вместе с женой Юлией воспитывает дочь Анастасию и сына Богдана.